# Iaioflautas
Iaioflautas és una organització sorgida arran del Moviment 15-M. La primera acció que van realitzar els Iaioflautas va ser l'ocupació del vestíbul de la seu central del Banco Santander a Barcelona el 27 d'octubre de 2011.
El 15 de febrer de 2017 els Iaioflautes van rebre el Premi Solidaritat 2016 atorgat per l'Institut de Drets Humans de Catalunya (IDHC).